# Erosion

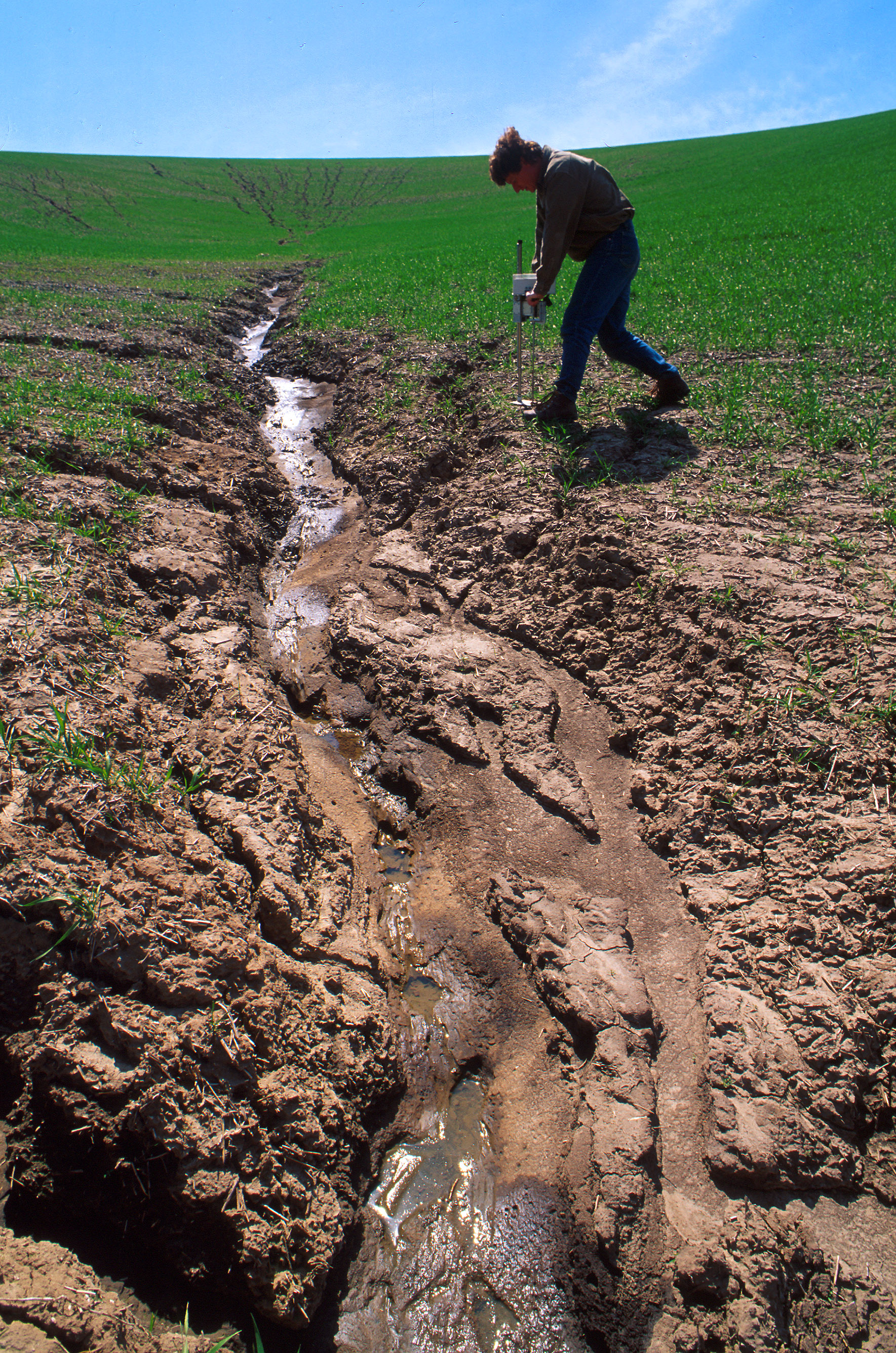
Erosion på en åker med vete nära Washington State University, USA.

Erosion (från latin ero'sio nötning) är nednötning och transport av berg, jord eller annat material på grund av mekanisk eller kemisk påverkan. Erosion kan till exempel orsakas av vind, rinnande vatten, vågor, glaciärer, gravitationsrörelser, levande organismer, men även genom massrörelsernas materialtransport nedför sluttningar. Till skillnad från vittring så förutsätter begreppet erosion att det även sker en bortförsel.
Erosion är en naturlig process. Den har tillsammans med de tektoniska processerna format jordytan. På många ställen har människan påverkat den (jordbruk, avskogning, överbetning, väg- och järnvägsbygge), vilket oftast inneburit en högre erosionstakt, speciellt ökad vinderosion. 
Jorderosion kan medföra att odlingsyta och näringsämnen försvinner. Detta kan leda till igenslamning av vattendrag, ökad risk för översvämningar men också skador på fisk och korallrev.
Erosion är en utjämnande kraft (en exogen kraft), som "strävar" efter att jämna ut markytan, med ett peneplan som ett slutstadium. 
Ett av de allvarligaste problemen när det gäller erosion som orsakas av rinnande vatten finns i Kina på de centrala delarna av Gula floden samt i Yangtzeflodens övre lopp. 1,6 miljarder ton sediment flödar varje år från Gula floden ut i havet. Sedimenten kommer ursprungligen från vattenerosion i löss-platå regionen i nordvästra Kina.
Kina var förut ett lövskogrikt land, men nu är det mesta av skogen skövlad för åkermarkens skull. Man försöker dock återplantera skog för att motverka jorderosion.

## Erosionsprocesser

### Vattenerosion
Vattenerosion förekommer såväl i bäckar och floder som i sluttningar. En form av vattenerosion är floderosion som innebär erosion av strandbrinkar eller djuperosion.

### Vinderosionens kraft
Vinderosion omfattar material med ett sandkorns storlek eller mindre. Vinderosionen har i många områden förstärkts kraftigt genom mänsklig påverkan, bland annat i Mellanvästern i USA. Den sand som vinden för med sig kan sedan forma klippor. Avlagringar från vinderosion benämns ofta lössjord.
I områden med föga eller ingen vegetation kan vinden föra bort de lösa jordavlagringarna och transportera dem långa sträckor. Ett sammanhängande vegetationstäcke kan i allmänhet förhindra detta, men överbetning av boskap, framför allt getter, kan medföra att vinden får ett gott grepp. Då kan en öken uppstå och breda ut sig. Även berg kan eroderas av vinden genom att sandpartiklar nöter mot stenen och utholkar denna i oregelbundna skålformationer.

### Massrörelser

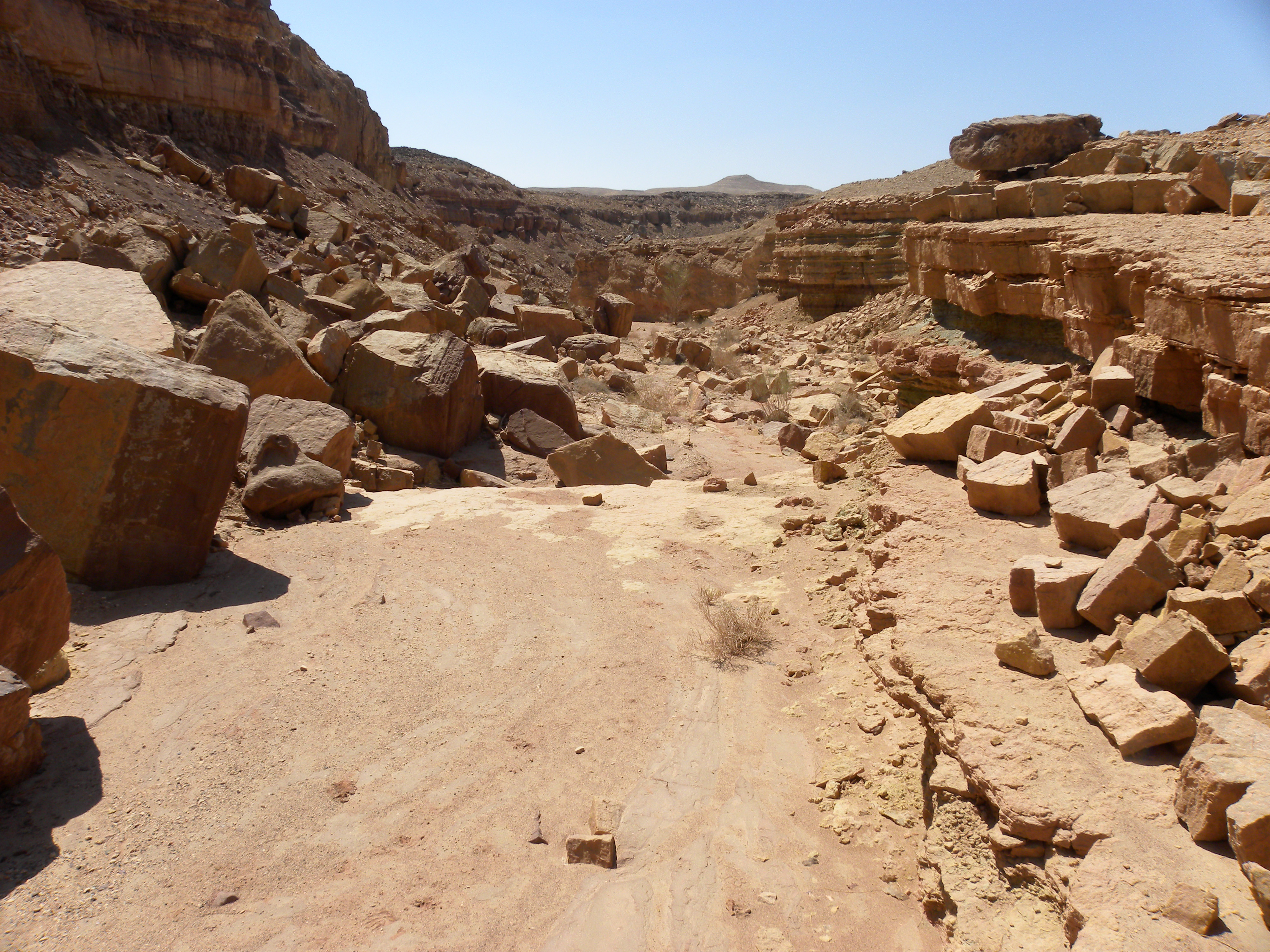
Makhtesh Ramon, Israel.

Massrörelser omfattar bergras, jordskred, jordkrypning, slamströmmar, och laviner med transport av jord eller berg. Gemensamt för massrörelser är att det är snabba förlopp.

### Vågerosion

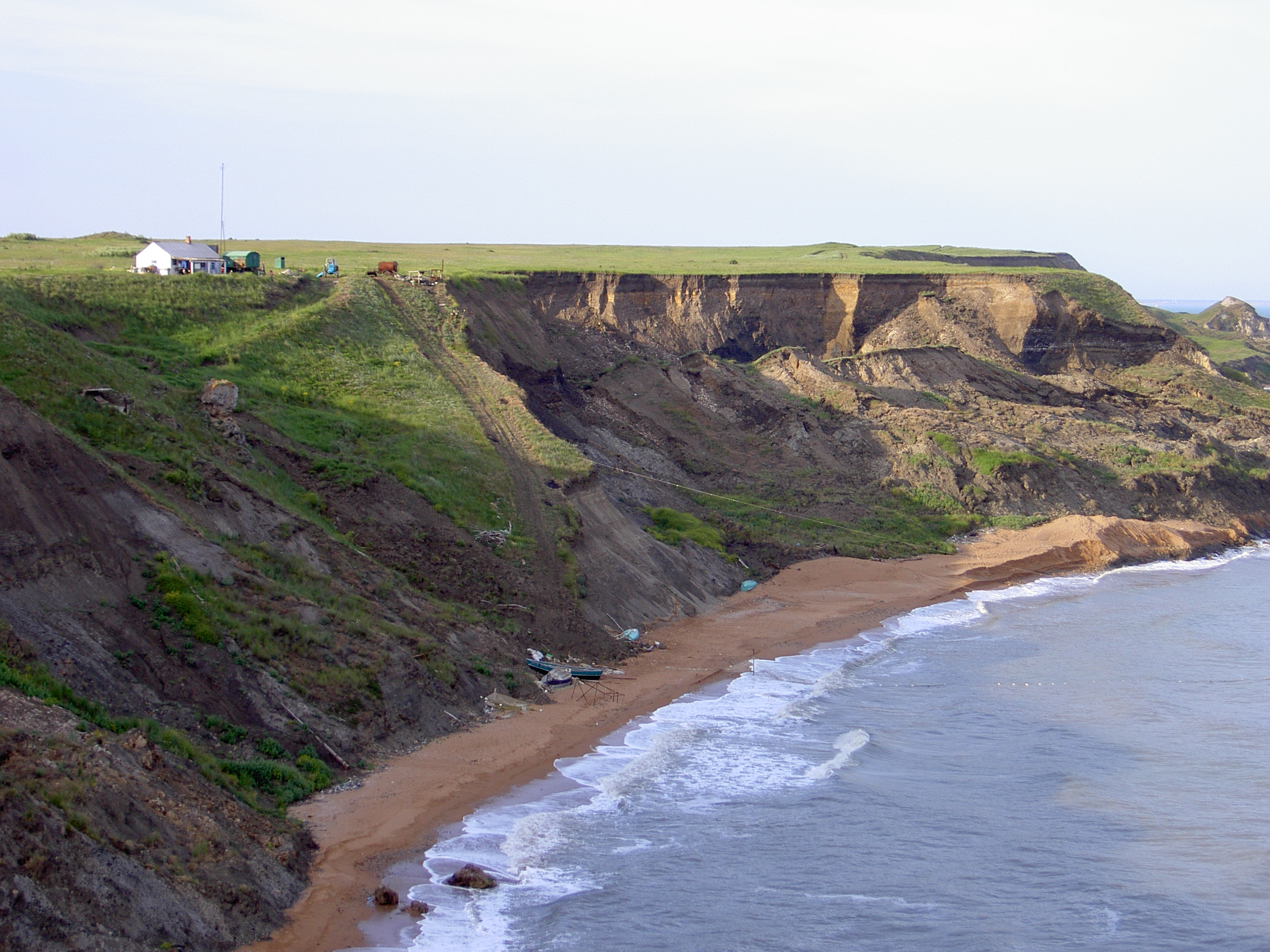
Eroderande kust på Krim.

Vågerosion, även kallad abrasion, sker vid strandlinjer, speciellt i samband med stormar och höga vattenstånd. Vågorna piskar på bland annat klippor som sedan sakta nöts ned.

### Glacialerosion
Glacialerosion är all nötning, slipning, lossbrytning och upplockning av berg- och jordmaterial som sker genom inverkan av en glaciär eller inlandsis. En viktig form av den glaciala erosionen är glacial abrasion, som uppstår i samband med att en glaciär glider över sitt underlag. Fastfrusna stenar och gruskorn i botten av glaciären fungerar som slipmaterial. Hällytorna slipas jämna, ofta med tydliga slipspår i form av grunda, parallella repor, s.k. isräfflor. Landskapet får mjukt rundade former, rundhällar. I kraftigt kuperade berglandskap, där glacialerosionen utförs av dal- och nischglaciärer, uppstår skarpkantade bergsryggar (arêtes), spetsiga bergstoppar (horn), djupa glaciärnischer (cirques) och U-formade dalar.

## Åtgärder för att förhindra oönskad erosion
För att skydda områden och anläggningar mot erosion kan flera åtgärder vidtas.
- Odling av skog som binder jorden eller en rad träd som vindskydd.
- Utflackning av slänter.
- Byggande av erosionsskydd såsom vågbrytare.